# Espiritismo (película)
Espiritismo es una película de terror sobrenatural mexicana de 1962, dirigida por Benito Alazraki, y escrita por Guillermo Calderón Stell, Rafael García Travesi, y W.W. Jacobs. Está protagonizada por José Luis Jiménez, Nora Veryán, Beatriz Aguirre, y Alicia Caro. Su trama se centra en el matrimonio de Luis y María, dos esposos que recurren al uso del espiritismo luego de vivir ciertas experiencias que los orillan a emplear dicha doctrina con la esperanza de que sus vidas mejoren, pero la desesperación y ambición de María en arreglar su vida abusando del espiritismo y otras artes del ocultismo, trae consigo consecuencias graves para ambos y su propia familia.

## Argumento
Una noche, durante una sesión espiritista realizada por las amigas María Fernández, Carmen, Elvira, y los esposos e hija de las tres, Luis Fernández, Guillermo, y Aurora, se revelan ciertos hechos. Mediante el uso de una güija y valiéndose del espíritu del fallecido esposo de Elvira, buscan saber que les deparará el futuro, mismo que no le trae buenas noticias a María y a Carmen, ya que se les informan acontecimientos que desconcertarán sus vidas. Poco a poco, cada una de las declaraciones del espíritu invocado van haciéndose realidad, y la vida estable de ambas mujeres va destruyéndose, especialmente la de María y su familia, después de que esta última comienza a abusar del espiritismo y las artes ocultas.

## Reparto
- José Luis Jiménez como Luis Fernández[5]
- Nora Veryán como María Fernández[5]
- Beatriz Aguirre como Estercita[5]
- Alicia Caro como Carmen[5]
- Carmelita González como Alicia viuda de García[5]
- Antonio Bravo como don Carlos[5]
- Jorge Mondragón como Guillermo[5]
- Augusto Benedico como sacerdote[5]
- Guillermo Zetina como Ormuz / Ahirman[5]
- Jorge Russek como Eduardo Aguirre[5]
- Julissa Macedo como Rosario[5]
- Diana Ochoa como doña Elvira[5]
- María Eugenia San Martín como Aurora[5]
- René Cardona Jr. como Rodolfo[5]

### Sin acreditar
- Victorio Blanco como espiritualista[5]
- Manuel Dondé como espiritualista[5]
- Elvira Lodi como señora Paz Cifuentes, mamá de Rosario[5]